# Изгубени: Липсващите парчета
„Изгубени: Липсващите парчета“ (на английски: Lost: Missing Pieces) е поредица от видеоклипове, вариращи по дължина от една до четири минути, които са излъчени между третия и четвъртия сезон на сериала „Изгубени“. Стават достъпни за абонатите на оператора Verizon Wireless от ноември 2007 г. до януари 2008 г., а седмица по-късно са качвани и на сайта на ABC за безплатен стрийминг. „Мобизодите“, които са наричани още и „уебизоди“, са заснети в Хонолулу, Хаваи и са продуцирани от същия състав, който е и на сериала. Включени са като допълнение към изданията на DVD на четвърти сезон от 2008 г.

## Мобизоди
| Номер | Заглавие                                    | Главен персонаж                | Първо излъчване в САЩ |
| ----- | ------------------------------------------- | ------------------------------ | --------------------- |
| 1     | The Watch                                   | Джак и Крисчън                 | 7 ноември 2007 г.     |
|       |                                             |                                |                       |
| 2     | The Adventures of Hurley and Frogurt        | Хърли и Фрогурт                | 13 ноември 2007 г.    |
|       |                                             |                                |                       |
| 3     | King of the Castle                          | Джак и Джулиет                 | 20 ноември 2007 г.    |
|       |                                             |                                |                       |
| 4     | The Deal                                    | Майкъл и Джулиет               | 26 ноември 2007 г.    |
|       |                                             |                                |                       |
| 5     | Operation: Sleeper                          | Джак и Джулиет                 | 3 декември 2007 г.    |
|       |                                             |                                |                       |
| 6     | Room 23                                     | Бен и Джулиет                  | 11 декември 2007 г.   |
|       |                                             |                                |                       |
| 7     | Arzt & Crafts                               | Хърли, Джин, Сън, Майкъл и Арц | 17 декември 2007 г.   |
|       |                                             |                                |                       |
| 8     | Buried Secrets                              | Джин, Сън и Майкъл             | 24 декември 2007 г.   |
|       |                                             |                                |                       |
| 9     | Tropical Depression                         | Майкъл и Арц                   | 31 декември 2007 г.   |
|       |                                             |                                |                       |
| 10    | Jack, Meet Ethan. Ethan? Jack.              | Джак и Итън                    | 7 януари 2008 г.      |
|       |                                             |                                |                       |
| 11    | Jin Has a Temper-Tantrum on the Golf Course | Хърли, Джин и Майкъл           | 14 януари 2008 г.     |
|       |                                             |                                |                       |
| 12    | The Envelope                                | Джулиет и Амелия               | 21 януари 2008 г.     |
|       |                                             |                                |                       |
| 13    | So It Begins                                | Джак, Крисчън и Винсънт        | 28 януари 2008 г.     |
|       |                                             |                                |                       |